# Línea 32B (Movibus)
La línea 32B de la red de autobuses interurbanos de la Región de Murcia (Movibus) une Molina de Segura con El Palmar (Murcia).

## Características
Fue puesta en servicio el 3 de diciembre de 2021, con la entrada en vigor de la primera fase de Movibus. Une de forma rápida Molina de Segura con el Hospital Virgen de la Arrixaca, pasando por varios centros comerciales de Murcia.
Anteriormente, la línea funcionaba los fines de semana pero debido a su baja demanda, se eliminaron dichas expediciones.
Desde el 18 de julio de 2022, no efectúa parada en el casco urbano de Murcia, tomando directamente la autovía desde el Hospital.
Desde el 28 de noviembre de 2022, la línea atraviesa el centro de Molina en vez de dar cobertura a la zona este. Además, establece parada en el Campus de las Ciencias de la Salud, junto con la línea 13.
Pertenece a la concesión RMU-003 "Molina de Segura - Murcia", y es operada por Interbus.

## Horarios
Los horarios que no sean cabecera son aproximados.
| Lunes a viernes laborables   |                              |                              |                              |                              |                              |                              |
| Molina de Segura > El Palmar | Molina de Segura > El Palmar | Molina de Segura > El Palmar | Molina de Segura > El Palmar | El Palmar > Molina de Segura | El Palmar > Molina de Segura | El Palmar > Molina de Segura |
| Molina                       | Nueva Condomina              | Plaza de la Opinión          | Arrixaca                     | Arrixaca                     | Nueva Condomina              | Molina                       |
| 07:10                        | →                            | 07:30                        | 07:40                        | 07:50                        | →                            | 08:20                        |
| 08:25                        | →                            | →                            | 08:50                        | 08:55                        | 09:10                        | 09:30                        |
| 09:45                        | 10:00                        | →                            | 10:20                        | 10:35                        | 10:50                        | 11:10                        |
| 11:25                        | 11:40                        | →                            | 12:00                        | 12:15                        | 12:30                        | 12:50                        |
| 13:10                        | 13:25                        | →                            | 13:45                        | 14:10                        | 14:25                        | 14:45                        |
| 15:00                        | 15:15                        | →                            | 15:35                        | 15:55                        | 16:10                        | 16:30                        |
| 16:50                        | 17:05                        | →                            | 17:25                        | 17:45                        | 18:00                        | 18:20                        |
| 18:40                        | 18:55                        | →                            | 19:15                        | 19:35                        | 19:50                        | 20:10                        |
| 20:30                        | 20:45                        | →                            | 21:05                        | 21:25                        | 21:40                        | 22:00                        |

## Recorrido y paradas

### Sentido El Palmar
| Parada                            | Común con       | Conexión con tranvía    |
| --------------------------------- | --------------- | ----------------------- |
| Estación de Autobuses de Molina   | 14 31 32A 33 36 |                         |
| Ayuntamiento II                   | 14 31 32A 33 38 |                         |
| La Cruz II                        | 31 32A 33 38    |                         |
| San Roque II                      | 31 32A 33 38    |                         |
| Centro Comercial Nueva Condomina  |                 |                         |
| Estadio Municipal Nueva Condomina |                 | Estadio Nueva Condomina |
| Thader                            |                 | Infantas                |
| Ikea                              |                 |                         |
| Plaza de la Opinión (Renault)     |                 |                         |
| Campus Ciencias de la Salud       | 13              |                         |
| Arrixaca II                       | 13              |                         |

### Sentido Molina de Segura
| Parada                            | Común con       | Conexión con tranvía    |
| --------------------------------- | --------------- | ----------------------- |
| Arrixaca II                       | 13              |                         |
| Campus Ciencias de la Salud       | 13              |                         |
| Centro Comercial Nueva Condomina  |                 |                         |
| Estadio Municipal Nueva Condomina |                 | Estadio Nueva Condomina |
| Thader                            |                 | Infantas                |
| Ikea                              |                 |                         |
| San Roque I                       | 31 32A 33 38    |                         |
| Plaza La Cruz                     | 31 33 38        |                         |
| Ayuntamiento I                    | 14 31 33 38     |                         |
| Estación de Autobuses de Molina   | 14 31 32A 33 36 |                         |